# Orfeu da Conceição
Orfeu da Conceição é uma peça teatral escrita por Vinicius de Moraes em 1954, baseada no drama da mitologia grega de Orfeu e Eurídice. A trilha sonora da peça foi lançada em vinil no ano de 1956, pela Odeon, com música escrita por Antônio Carlos Jobim e letra de Vinicius.
Em 1959, baseado na peça, foi lançado o filme Orfeu Negro, premiado com a Palma de Ouro, o Oscar e o Globo de Ouro. Em 1999 foi lançado o segundo filme baseado na peça, chamado de Orfeu e dirigido por Cacá Diegues com música de Caetano Veloso.

## Peça
Orfeu da Conceição é uma adaptação em forma de peça musical do mito grego de Orfeu transposto à realidade das favelas cariocas. A obra marca o encontro artístico do autor Vinicius de Moraes com Antonio Carlos Jobim que musicou todo espetáculo. O espetáculo estreou no Teatro Municipal do Rio de Janeiro em 25 de setembro de 1956, com cenários de Oscar Niemeyer. Encenado pelo Teatro Experimental do Negro de Abdias Nascimento foi a segunda vez que um elenco de atores negros ocupava o mais famoso teatro brasileiro. A primeira foi a estreia do Teatro Experimental do Negro em 8 de maio de 1945, com a peça O imperador Jones, de Eugene O'Neill.
Em 2010, passados 54 anos e rebatizado apenas de Orfeu, o musical foi remontado e produzido pela Showbras com direção de Aderbal Freire-Filho, direção musical de Jaques Morelenbaum e Jaime Alem, cenários de Marcos Flaksman e coreografia de Carlinhos de Jesus. No elenco 16 atores negros acompanhados por sete músicos interpretam na íntegra o texto de Vinicius de Moraes e um repertório de 46 músicas da dupla Tom e Vinicius ao longo do Musical. Foi apresentado no Rio de Janeiro, em São Paulo e Brasília, com ampla cobertura da Imprensa. O diretor Aderbal Freire Filho disse: " Encenei, ao longo de toda minha carreira de diretor de teatro, cerca de 100 espetáculos. Ganhei praticamente todos os prêmios do teatro brasileiro (Molière, Mambembe, Shell, Golfinho de Ouro, APCA, etc)...nem sempre mereci quando ganhei e muitas vezes deixei de ganhar quando provavelmente merecia...poucas vezes me senti tão realizado e tão justificado enquanto artista de teatro como com o último espetáculo que criei, Orfeu..."
PERSONAGENS
ORFEU DA CONCEIÇÃO, o músico
EURÍDICE, sua amada
CLIO, a mãe de ORFEU
APOLO, o pai de ORFEU
ARISTEU, criador de abelhas
MIRA DE TAL, mulher do morro
A DAMA NEGRA
PLUTÃO, presidente dos Maiorais do Inferno
PROSÉRPINA, sua rainha
O CÉRBERO
GENTE DO MORRO
OS MAIORAIS DO INFERNO
CORO e CORIFEU

### Sinopse da peça
O mito de Orfeu reúne os principais temas poéticos da obra de Vinicius: a aliança entre a música e a poesia, a presença marcante da mulher, a obsessão pela morte e a fé no amor absoluto. Vinicius de Moraes transportou para as favelas cariocas, um feriado de carnaval, a história de amor de final trágico entre Orfeu e Eurídice. No musical, Orfeu, um sambista que vive no morro, filho de um músico e de uma lavadeira, apaixona-se por Eurídice. A paixão entre Orfeu e Eurídice desperta o ciúme e o desejo de vingança em Mira, ex-namorada do sambista, que leva Aristeu, apaixonado por Eurídice, a matá-la. Numa terça-feira, último dia de Carnaval, Orfeu desce do morro e vai até o Clube Os Maiorais do Inferno depois de Eurídice estar morta. Já ensandecido, ele vai procurar Eurídice para ver sua amada, tentar encontrá-la novamente. De volta à favela, solitário, ele é morto por Mira e pelas outras mulheres açuladas por ela.

### Elenco de 1956
O elenco desta peça, dirigida por Léo Jusi, e encenada no final de setembro de 1956 pelo TEN foi composta pelos seguintes atores e atrizes:
- Haroldo Costa;
- Daisy Paiva;
- Léa Garcia;
- Abdias Nascimento;
- Ciro Monteiro;
- Zeny Pereira;
- Adalberto Silva;
- Pérola Negra;
- Francisca de Queiroz;
- Waldir Maia;
- Antonio Novais.

## Álbum
Foi um LP lançado pela gravadora Odeon, considerado como primeiro álbum com músicas da lendária dupla Tom Jobim e Vinícius de Moraes: os dois escreveram as sete composições deste disco da trilha sonora da peça de Vinícius, "Orfeu da Conceição". As músicas foram orquestradas e regidas por Antonio Carlos Jobim, que comandou a Grande Orquestra Odeon, composta por 35 elementos, segundo o texto de contra-capa assinado por Vinicius de Moraes. O disco também conta com a participação de Luís Bonfá no violão e de Roberto Paiva, que interpreta "Um nome de mulher", "Se todos fossem iguais a você", Mulher, sempre mulher", "Eu e o meu amor", "Lamento no morro". Vinicius declama e teatraliza (com uma flauta pastoral ao fundo) o "Monólogo de Orfeu".
Em relação à parte técnica do álbum, foi uma gravação já no sistema de alta-fidelidade, lançada em um LP de 10 polegadas, como era comum à época, pela Odeon (MODB 3.056), contando com pintura de Raimundo Nogueira na capa.

### Faixas do álbum
1. Overture - 06:45
2. Monólogo de Orfeu - 02:52
3. Um nome de mulher - 02:05
4. Se todos fossem iguais a você - 03:31
5. Mulher, sempre mulher - 01:56
6. Eu e o meu amor - 01:41
7. Lamento no morro - 02:06

## Filme
O diretor de cinema e escritor francês Marcel Camus filmou no Rio de Janeiro Orfeu Negro (1959), uma adaptação da peça de Vinícius. O filme foi escrito por Marcel Camus, Vinicius de Moraes e Jacques Viot e dirigido por Marcel Camus, que foi premiado com a Palma de Ouro no Festival de cinema de Cannes, na França.[carece de fontes?] Marcel Camus também recebeu o Oscar de melhor filme de 1959 em língua estrangeira com Black Orpheus (título do Orfeu Negro pelo qual foi premiado nos EUA. Luís Bonfá, que toca violão em "Orfeu da Conceição", comporia "Manhã de Carnaval", usada no filme de Camus junto a outras canções, e que nos anos que seguem é lançada em várias compilações diferentes para discos, ainda pelo mesmo título de Orfeu Negro; compilações em discos que não foram necessariamente a trilha sonora do filme oficial, nem da peça teatral de Vinicius.
O texto de Orfeu voltou a ganhar destaque mundial ao ser citado em A Origem dos Meus Sonhos, a autobiografia de Barack Obama. No livro, o presidente americano descreve a noite em que, aos 16 anos, acompanhou a mãe ao cinema para assistir ao filme Orfeu Negro.